# 역표시
역표시(曆表時, ephemeris time, ET)는 일정 불변한 시간의 단위를 주고, 또한 고른 시각계(時刻系)까지도 주는 것으로서 생각해 낸 시계(時系)이다. 1900년 1월 0일 12시에서의 1 태양년의 길이를 시간의 단위로 하고, 그 순간부터 측정하기 시작한 시각을 역표시라고 한다. 이 순간에서의 1 태양년의 길이를 초로 나타내면 31566925초 9747이 된다. 이것차이로 역표시의 초·분·시·일의 길이가 결정된다. 자전시는 자전하는 지구를 시계(時計)로 간주한 것으로, 그 시계는 늦어지거나 빨라지거나 하는 데 대하여, 역표시는 지구의 공전 즉 하늘을 재관찰한 태양의 운동을 시계로 생각한 것에 해당하며, 이 시계는 늦어지거나 빨라지는 일이 없는 이상적인 시계가 되는 셈이다. 매시각(每時刻)의 역표시를 구하는 데는 태양의 위치를 관측하면 된다.다시 열을 내는 태양의 관측은 그다지 정확도가 좋지 않고 달의 천공상의 운동이 태양 운동의 13배나 빠르므로, 달의 관측에서 역표시를 정하는 것이 보통이다. 그러기 위하여 달의 운동 이론을 태양의 운동이론에 대하여 모순이 없도록 정리 요약해 두고 있다. 역표시는 태양의 관측이 있는 한 과거로도 소급하여 결정할 수 있는데, 예를 들면 고대의 일식 기록에서 역표시와 그 당시의 평균 태양일의 차이를 구할 수 있다.